# 报春长萦芭苔
报春长萦芭苔（学名：Didymocarpus sinoprimulinus），为苦苣苔科长蒴苣苔属下的一个植物种。